# Andrena ellisiae
Andrena ellisiae är en biart som beskrevs av Cockerell 1914. Andrena ellisiae ingår i släktet sandbin, och familjen grävbin. Inga underarter finns listade i Catalogue of Life.